# Euronext Ámsterdam
Euronext Ámsterdam es una bolsa de valores con sede en Ámsterdam, Países Bajos. El 22 de septiembre de 2000 se fusionó con la Bolsa de valores de Bruselas y la Bolsa de París formando Euronext, siendo ahora conocida como Euronext Ámsterdam.

## Historia

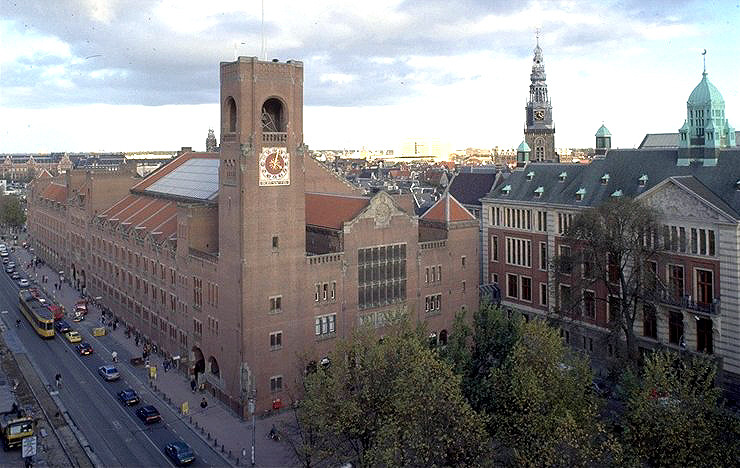
La antigua sede de la Bolsa de Ámsterdam, conocida como Beurs van Berlage, fue construida en 1903, obra del arquitecto holandés Hendrik Petrus Berlage, constituye uno de los grandes monumentos de la arquitectura holandesa del.

La Bolsa de valores de Ámsterdam es considerada como la más antigua del mundo. Fue fundada en 1602 por la Compañía Holandesa de las Indias Orientales (Verenigde Oostindische Compagnie, o "VOC") para hacer tratos con sus acciones y bonos. Posteriormente fue renombrada como Ámsterdam Bourse y fue la primera en negociar formalmente con activos financieros.
La Bolsa de Ámsterdam también funcionó como mercado de los productos coloniales. Publicaba semanalmente un boletín que servía de punto de referencia en las transacciones.

## Índices cotizados
El índice más popular es el AEX que incluye los 25 títulos de la bolsa paneuropea Euronext con sede en la bolsa de Ámsterdam. Otros índices relevantes incluyen Euronext 100, que supone cerca del 80% de la cotización global de esta bolsa paneuropea.